# Аннаполіс (графство, Нова Шотландія)
 Аннаполіс  (англ. Annapolis County) — графство у провінції
Нової Шотландії, Канада. Графство є переписним районом та адміністративною одиницею провінції.

## Географія
Графство розташоване в південній частині півострова Нова Шотландія. На півночі територія омивається водами затоки Фанді, відомого своїми високими припливами. Аннаполіс межує з графством Дігбі на заході, Кінгс — на сході, Квінс — на півдні і Луненбург — на південному сході. У північній частині паралельно узбережжю протікає річка Аннаполіс, що впадає в бухту Аннаполіс-бейсін. Бухта з'єднана з затокою вузьким перешийком Дігбі-Гат (англ. Digby Gut). Крім Аннаполісу, в бухту впадають річки Бівер і Мус. На території графства розташовано декілька озер. Великими озерами на території графства є Кеджімкуджік, Парадайз (англ. Paradise), Малгрейв (англ. Mulgrave). Долина річки Аннаполіс оточена Північними і Південними горами, які є частиною Аппалачів. На території графства розташована найвища точка Північних гір — Маунт-Роуз висотою 235 метрів над рівнем морем.
У південній частині графства розташована велика природоохоронна зона, яка включає національний парк Кеджімкуджік, названий так за однойменним озером, і природний заповідник Тобеатік (англ. Tobeatic). Ще два заповідника, Макгілл-Лейк і Клод-Лейк, розташовані в східній частині графства, причому останній — на кордоні з графством Квінса.
| Назва                  | Оригінальна назва   | Статус                 | Площа    | Населення |
| ---------------------- | ------------------- | ---------------------- | -------- | --------- |
| Аннаполіс-Роял         | Annapolis Royal     | Містечко               | 2,04     | 444       |
| Бриджтаун              | Bridgetown          | Містечко               | 3,54     | 972       |
| Міддлтон               | Middleton           | Містечко               | 5,44     | 1 829     |
| Беар-Рівер 6 (частина) | Bear River (Part) 6 | Індіанська резервація  | 3,12     | 42        |
| Беар-Рівер 6b          | Bear River 6B       | Індіанська резервація  | 0,23     | 10        |
| Округ A                | Annapolis, Subd. A  | Неорганізована область | 614,18   | 6 342     |
| Округ B                | Annapolis, Subd. B  | Неорганізована область | 373,62   | 3 707     |
| Округ C                | Annapolis, Subd. C  | Неорганізована область | 207,55   | 5 085     |
| Округ D                | Annapolis, Subd. D  | Неорганізована область | 1 975,25 | 3 007     |